# Philéas Lebesgue
 For alternative betydninger, se Lebesgue (flertydig). (Se også artikler, som begynder med Lebesgue)
Philéas Lebesgue (født 26. november 1869 i La Neuville-Vault, Oise nær Beauvais, død 11. oktober 1958 sammesteds) var en fransk forfatter.
Lebesgue har udgivet digte, hvoriblandt Les folles Verveines (1903), Monsieur de Boufflers (sonnetter, 1908), Six lais d'amour de Marie de France (moderniserede efter originalen, 1912) og Les servitudes (1913), samt romanerne L'âme du destin (1904), Le roman de Ganelon (1906), La nuit rouge (1907) og flere sproglige og æstetiske betragtninger har han nedlagt i
L'au-delà des grammaires (1904), Aux fenêtres de France (1906) og Essai d'expansion d'une esthétique (1911). Han har desuden skrevet Le Portugal littéraire d'aujourd'hui (1904), La Grèce littéraire d'aujourd'hui (1906) samt et værk om Portugal som republik (1914). Lebesgues 2 senere digtsamlinger Servitudes (1913) og La grande Pitié (1920) sikrede ham først rigtig den plads på Parnasset, som hans paradoksale dobbeltliv som bonde og samtidig mondæn lyriker ikke alene kunde berettige ham til. Chansons de Margot fra 1926 mentes dog at betyde et tilbageskridt igen.
|  |  |